# Verrallina fragilis
Verrallina fragilis är en tvåvingeart som först beskrevs av George Frederick Leicester 1908.  Verrallina fragilis ingår i släktet Verrallina och familjen stickmyggor. Inga underarter finns listade i Catalogue of Life.